# Catillon-sur-Sambre
Catillon-sur-Sambre település Franciaországban, Nord megyében. Lakosainak száma 783 fő (2022. január 1.). Catillon-sur-Sambre Fesmy-le-Sart, Bazuel, La Groise, Mazinghien, Ors és Rejet-de-Beaulieu községekkel határos.

## Népesség
A település népességének változása:
| Lakosok száma | 813  | 831  | 841  | 840  | 823  | 805  | 788  | 788  | 783  |
|               | 2013 | 2015 | 2016 | 2017 | 2018 | 2019 | 2020 | 2021 | 2022 |